# Платонов, Алексей Павлович (флагман)
Алексей Павлович Платонов — советский военно-морской деятель, инженерный работник, старший преподаватель Военно-морской академии, инженер-флагман 3-го ранга (2 декабря 1935 года).

## Биография
Родился 24 февраля (8 марта) 1894 года в городе Орле в русской семье.

### Репрессии
Арестован в 1937 году. Расстрелян 22 мая 1938 года по приговору Военного трибунала Балтийского флота от 10 марта 1938 года.

### Адрес
Проживал в Ленинграде.